# Marktoberdorf
Marktoberdorf est une ville allemande située en Bavière et chef-lieu de l'arrondissement d'Ostallgäu.

## Histoire
| Appartenances historiques Principauté épiscopale d'Augsbourg 1299–1803 Électorat de Bavière 1803–1806 Royaume de Bavière 1806–1918 République de Weimar 1918–1933 Reich allemand 1933–1945 Allemagne occupée 1945–1949 Allemagne 1949–présent |

## Économie
La bière de l'Allgäuer Brauhaus est brassée à Marktoberdorf. Le constructeur 
de tracteurs FENDT se situe à Marktoberdorf.